# MiST - second edition -
『MiST -second edition-』（ミスト セカンド・エディション）は、2002年7月26日にRegripsから第1作目として発売されたアダルトゲームである。

## ストーリー
夏休みも終わりにさしかかった頃、大澤孝也は五人の友達と共に北陸地方にある山岳地帯に包まれた奥ヶ岳へと旅行へ出かけることになった。しかし彼らは知るよしもなかった。この土地に潜む様々な謎を。彼らはその謎に巻き込まれることになる。

## 主な登場キャラクター
朝霧優香（あさぎり ゆうか）
声 - 不明
孝也の同級生。奥ヶ岳の民間伝承をに興味を持ちこの旅行の企画に参加。性格は明るく、心配りの行き届かせるだれにでも優しい人気者。行動的な面がある。またこれが正しいと考えるとなかなか曲げない。彼女には秘密の趣味がありそれがこの話の根幹となる。
三月麻耶（みつき まや）
声 - 永瀬江美弥
孝也の幼馴染。内気な性格で天然キャラ。マイペースではあるが実は思慮をめぐらすタイプでしっかり者である。財宝伝説に興味を持ちこの旅行に参加。孝也は彼女を子ども扱いしている。
日高瑠美（ひだか るみ）
声 - 児玉さとみ
前期に孝也たちの通う学校へ転校してきた娘。明朗活発で順応性が高く、すぐに周りと打ち解けることができる。孝也達と仲良くなったため、今回の旅行に参加。彼女の過去については、実は重大な秘密があり…。

## スタッフ
- シナリオ:伊藤弘司
- 原画:都月りこ
- 音楽:ソルシエールサウンドデザイン
  - メインテーマ:a　innocent　moon
　歌手: 中島えりな
　作詞: 河村好乃
　作曲: 平林征児

## その他
- この作品はRegripsの前身である同人団体「サークルO.S.I」が制作した「MiST」のリメイク作品である。